# Janusz Augustynowicz
Janusz Kazimierz Augustynowicz (ur. 24 sierpnia 1943 w Łukowie, zm. 12 czerwca 2020 w Elblągu) – polski geodeta, biegły sądowy.

## Życiorys
Od 1945 mieszkał w Szczytnie, gdzie ukończył liceum ogólnokształcące (1962). Tytuł inżyniera uzyskał na wydziale Studium Geodezji i Urządzeń Rolnych Wyższej Szkoły Rolniczej w Olsztynie (1966), a tytuł magistra inżyniera Wydziału Geodezji i Urządzeń Rolnych na Akademii Rolniczo-Technicznej w Olsztynie (1977). Absolwent studium podyplomowego organizacji i zarządzania na Uniwersytecie Gdańskim (1981). 
W latach 1966–1975 pracował w Wojewódzkim Biurze Geodezji i Terenów Rolnych w Olsztynie oraz w Powiatowym Biurze w Szczytnie, jako inspektor, kierownik pracowni robót polowych i główny technolog. Potem związał się z Elblągiem, gdzie w 1975 podjął pracę w Wojewódzkim Biurze Geodezji i Terenów Rolnych jako zastępca dyrektora ds. technicznych. W 1984 został zastępcą dyrektora Wydziału Geodezji i Gospodarki Gruntami Urzędu Wojewódzkiego, a od 1990 pełnił funkcję dyrektora Wydziału Geodezji i Kartografii, Katastru i Nieruchomości oraz funkcję Geodety Województwa. W tym też roku zapoczątkował informatyzację rejestru ewidencji gruntów i budynków województwa. W 1995 zainicjował opracowanie pierwszego w Polsce standardu geodezyjnego dla map cyfrowych, co doprowadziło do uruchomienia w Elblągu w 1997 nowatorskiego cyfrowego ośrodka dokumentacji geodezyjnej i kartograficznej. Stało się to podstawą dla stworzenia elbląskiego systemu informacji przestrzennej.

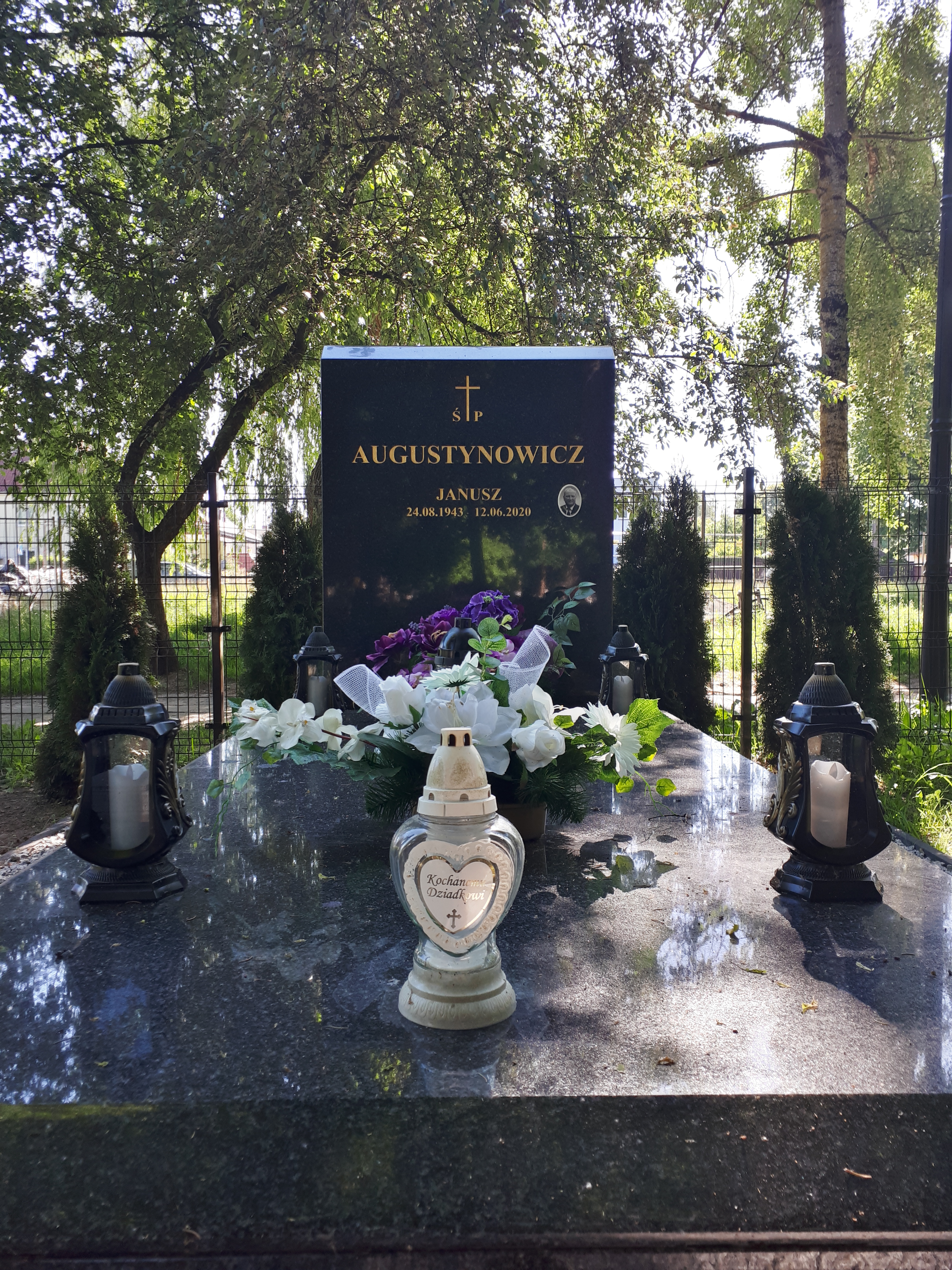
Grób Janusza Augustynowicza na cmentarzu Agrykola w Elblągu

W 1999, po likwidacji województwa elbląskiego, kontynuował pracę w tamtejszym urzędzie miasta jako naczelnik Wydziału Mienia Komunalnego. W 2011 przeszedł na emeryturę. Od 2015 członek rady nadzorczej OPEGIEKA Sp. z o.o. w Elblągu.
Uprawnienia geodezyjne we wszystkich specjalnościach (zakres od 1 do 5) uzyskał w 1985. W 1991 został biegłym sądowym w zakresie geodezji. W 1995 uzyskał uprawnienia zawodowe w zakresie szacowania nieruchomości, a w 1997 został biegłym sądowym w tym zakresie.
W latach 1982–2006 był członkiem Komisji Gospodarki i Polityki Przestrzennej PAN Oddział w Gdańsku. Od 1990 do 2014 działał w komisjach kwalifikacyjnych i egzaminacyjnych ds. uprawnień zawodowych w dziedzinie geodezji i kartografii. Był aktywnym członkiem Stowarzyszenia Geodetów Polskich (od 1967) oraz NOT. Przez kilka kadencji w latach 1983–1998 był członkiem Zarządu Oddziału SGP w Gdańsku. Od 1980 uczestniczył w pracach Rady Regionalnej FSNT NOT w Elblągu jako członek zarządu wielu kadencji, wiceprezes i prezes Zarządu Rady Regionalnej, a w późniejszych latach przewodniczący Komisji Rewizyjnej. 
Spoczywa w grobie rodzinnym w Elblągu na cmentarzu Agrykola, kwatera 4, rząd 11, miejsce 11.

## Odznaczenia i wyróżnienia
Za osiągnięcia w informatyzacji państwowego zasobu geodezyjnego i kartograficznego został uhonorowany w 1998 roku nagrodą II stopnia nadaną przez Ministerstwo Spraw Wewnętrznych i Administracji (1998). Odznaczony: Krzyżem Kawalerskim Orderu Odrodzenia Polski (2005); brązowym (1976), srebrnym (1983) i złotym (1988) Krzyżem Zasługi; brązowym Medalem „Za zasługi dla obronności kraju” (1990), złotym medalem za długoletnią służbę, medalem XX-lecia województwa elbląskiego; medalem pamiątkowym z okazji 50-lecia NOT w Gdańsku; medalem 100-lecia SGP; srebrną (1987), złotą (1991) i diamentową (2016) honorową odznaką NOT; srebrną (1984) i złotą (2009) odznaką honorową SGP; srebrną odznaką za zasługi w dziedzinie geodezji i kartografii (1984), honorową odznaką za zasługi dla województwa elbląskiego, odznaką zasłużony pracownik rolnictwa (1980), tytułem zasłużony senior NOT (2019).